# Амударьинская военная флотилия

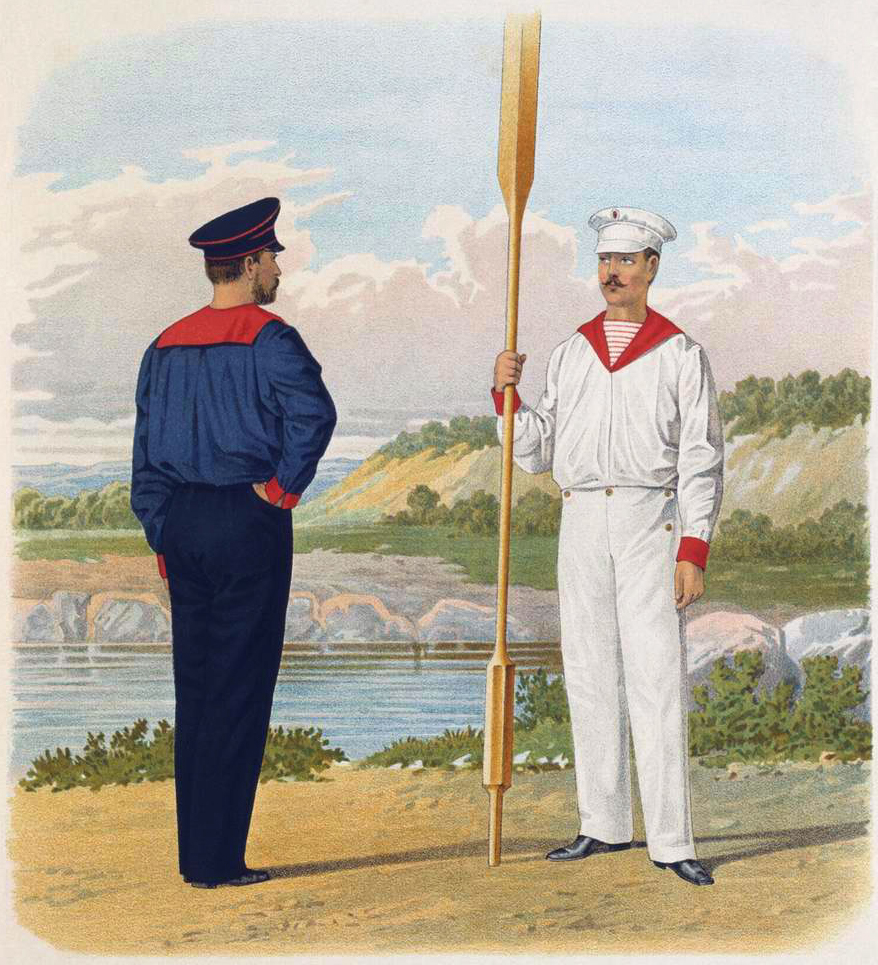
Форма одежды моряков Амударьинской флотилии.

Амударьинская военная флотилия, Аму-Дарьинская флотилия, Амударьинская флотилия — речное формирование (флотилия) в Российской империи (1887—1918 годы) и затем Красной армии РСФСР, в период Гражданской войны (1920—1921 годы).

## История

### 1-е формирование
С окончанием военных экспедиций в Средней Азии, с замирением края и в силу малой пригодности судов для торговых перевозок в 1883 году было принято решение об упразднении Аральской флотилии. При этом часть её имущества была продана на местах, а некоторые баржи и часть машин были перевезены в Чарджоу и переданы в Амударьинскую флотилию. В 1886 году для Аму-Дарьинской флотилии были заказаны буксиро-пассажирские пароходы «Царь» и «Царица», каждый в 530 сил, 149 фунтов длины и 23 фунтов ширины, с три фунта осадкой, и баржи «Петербург» и «Москва», каждая в 10 000 пудов подъёмной силы. В 1888 году эти буксиро-пассажирские пароходы и баржи начали ходить от Петро-Александровска до Керки.
Формирование военного ведомства России, имперского периода, созданное в 1887 году на реке Амударья для обеспечения перевозок в связи со строительством Закаспийской железной дороги и необходимостью охраны водных путей от грабежей.
Во время Боксёрского восстания в 1900 году в Китае моряки Аму-Дарьинской военной флотилии преодолели рубеж хорошо вооружённых пушек острова Дагу, обороняемого мятежниками, флот сумел подавить с кораблей их сопротивление, после чего успешно атаковал десантом. Впоследствии моряки Аму-Дарьинской военной флотилии продолжали отбивать яростные контратаки боксёров до прибытия основного подкрепления в лице русских, англичан, японцев, австрийцев, итальянцев, французов, немцев и американцев.
В 1901 году Аму-Дарьинская флотилия состояла из 9 пароходов, двух паровых катеров и 18 барж. В 1905-08 гг. суда флотилии совершали в среднем 77 рейсов, перевозя 17 тысяч пассажиров и 530 тыс. пудов грузов.  Соединение базировалась на Чарджуй (Чарджоу). В ноябре 1917 года личный состав флотилии перешёл на сторону Советской власти. В июле 1918 года — флотилия была расформирована.

### 2-е формирование
Местное формирование Туркестанского фронта, создана в феврале 1920 года. С апреля 1920 по ноябрь 1920 года — входила в состав Аральской военной флотилии, как отдельный Амударьинский отряд кораблей. С января 1921 года — самостоятельная флотилия РККФ. Кроме перевозок войск и грузов — содействовала войскам Туркестанского фронта в разгроме английских интервентов, белогвардейцев, войск Бухарского эмирата и басмачей. Базировалась на Чарджуй (Чарджоу).
Состав:
- 8 канонерских лодок (канлодок)
- два катера
- 19 вспомогательных судов
- Сырдарьинский отдельный отряд кораблей (две канлодки, два бронекатера)

Первые две канлодки ГВТУ отправили с Волги в Среднюю Азию 17 августа 1920 года.
В октябре 1920 года с Волги отправили на Амударью речные канлодки ГВТУ № 307 — № 311. В ноябре 1920 года в Сырдарьинский дивизион судов перевели канлодки ГВТУ № 309 и № 310, а в Амурдарьинскую флотилию — № 307, № 308 и № 311.
6 февраля 1921 года из Онежской флотилии перечислили три таких же канлодки ГВТУ (№ 1, № 2 и № 4).
Эти суда были нужны в Амударьинской флотилии. Малая осадка, бронирование, большая мощность моторов и хорошее вооружения дали им преимущества перед пароходами.
Но их эксплуатация затруднялась — вода Амударьи имеет 10 % песка. Это вызывало засорение систем охлаждения, интенсивное срабатывание циркуляционных помп, которых хватало только на примерно 40 часов работы, после чего они требовали замены. Каждые три часа останавливали двигатели и вырубали зубилами песок из зарубашечного пространства. Протертые места рубашки охлаждения заливались оловом, этого хватало ненадолго, вода била из щелей, замыкала электрозажигание. Мотор останавливался и его трудно было запустить, от преждевременной вспышки иногда была обратная отдача.
Эксплуатация судов на Амударье сказалась на них, а капитальный ремонт в Туркестане был невозможен. В апреле 1921 года канонерская лодка № 307 опрокинулась и утонула, её подняли, но ремонтировать не стали. В августе 1922 года канлодки № 1, № 2, № 308, № 309, № 310 и № 311 отправили по железной дороге в Финско-Ладожскую флотилию морпогранохраны ОГПУ, а № 3, № 4 и № 5 поставили на хранение.
Флотилия расформирована в ноябре 1921 года.

### Командный состав
Командующие
- Пинский Г. Г. (февраль 1920 года — ноябрь 1920 года)
- Терентьев М. И. (ноябрь 1920 года — январь 1921 года, врид)
- Калинин М. Н. (январь 1921 года — август 1921 года)
- Давыдов Л. А. (август 1921 года — ноябрь 1921 года)